# 玻璃主山
玻璃主山，也称县署山是马来西亚槟城州威中县大山脚的一座休闲公园，位于市中心，是大山脚的「绿肺」。目前由槟城水务局(PBAPP)领养。